# Nationaal Grondstoffenakkoord
Het Nationaal Grondstoffenakkoord is een Nederlands akkoord, voortgevloeid uit het door het kabinet-Rutte II gepresenteerde plan Nederland Circulair in 2050,  tussen overheden, bedrijven, vakbonden, natuur- en milieuorganisaties, kennisinstituten, financiële instellingen en andere maatschappelijke organisaties. De uitwerking van het Rijksbrede programma en het Grondstoffenakkoord vindt plaats in vijf transitieagenda's voor Biomassa & Voedsel, Kunststoffen, Maakindustrie, Bouw en Consumptiegoederen.

## Geschiedenis
In september 2016 heeft Rutte-II het Rijksbrede programma Nederland Circulair in 2050 gepresenteerd. In 2017 heeft dit uitgemond in het Nationaal Grondstoffenakkoord, dat als eerste werd ondertekend door staatssecretaris Dijksma (Infrastructuur en Milieu), minister Kamp (Economische Zaken), Hans de Boer (VNO-NCW) en Michaël van Straalen (MKB-Nederland).
Per november 2018 is het Nationaal Grondstoffenakkoord ondertekend door ruim 300 bedrijven en organisaties.